# Lista över parker i Jerevan
Lista över parker i Jerevan förtecknar viktigare parker i Jerevan i Armenien.

## Ajapnyak
| Bild | Namn               | Distrikt | Plats                                                                                           | Koordinater                                   |
| ---- | ------------------ | -------- | ----------------------------------------------------------------------------------------------- | --------------------------------------------- |
|      | Tumanjanparken     | Ajapnyak | Floden Hrazdanss ravin mellan Stora bron över Hrazdan och Tumo Center for Creative Technologies | 40°11′32″N 44°28′47″Ö / 40.19222°N 44.47972°Ö |
|      | Buenos Airesparken | Ajapnyak | Floden Hrazdans ravin                                                                           | 40°12′21″N 44°28′47″Ö / 40.20583°N 44.47972°Ö |

## Arabkir
| Bild | Namn                 | Distrikt | Plats/ Anmärkningar                                   | Koordinater                                   |
| ---- | -------------------- | -------- | ----------------------------------------------------- | --------------------------------------------- |
|      | Vahagn Davtjanparken | Arabkir  | Staty över Vahagn Davtjan, skapad av Levon Tokmadzjan | 40°12′19″N 44°31′0″Ö / 40.20528°N 44.51667°Ö  |
|      | Nor Arabkirparken    | Arabkir  |                                                       | 40°12′38″N 44°29′53″Ö / 40.21056°N 44.49806°Ö |

## Avan
| Bild | Namn                        | Distrikt | Plats | Koordinater                                    |
| ---- | --------------------------- | -------- | ----- | ---------------------------------------------- |
|      | Jerevans botaniska trädgård | Avan     |       | 40°12′39″N 44°33′25″Ö / 40.21083°N 44.557064°Ö |
|      | Avanparken                  | Avan     |       | 40°12′59″N 44°34′56″Ö / 40.21639°N 44.58222°Ö  |
|      | Familjeparken               | Avan     |       | 40°13′18″N 44°34′19″Ö / 40.22167°N 44.57194°Ö  |

## Davtasjen
| Bild | Namn            | Distrikt  | Plats | Koordinater                                   |
| ---- | --------------- | --------- | ----- | --------------------------------------------- |
|      | Davtasjenparken | Davtasjen |       | 40°13′20″N 44°29′31″Ö / 40.22222°N 44.49194°Ö |

## Erebuni
| Bild | Namn            | Distrikt | Plats | Koordinater                                   |
| ---- | --------------- | -------- | ----- | --------------------------------------------- |
|      | Lyonparken      | Erebuni  |       | 40°09′14″N 44°31′37″Ö / 40.15389°N 44.52694°Ö |
|      | Befriarnas park | Erebuni  |       |                                               |

## Kanaker-Zeytun
| Bild | Namn                     | Distrikt       | Plats                                                            | Koordinater                                   |
| ---- | ------------------------ | -------------- | ---------------------------------------------------------------- | --------------------------------------------- |
|      | Segerparken              | Kanaker-Zeytun |                                                                  | 40°11′46″N 44°31′18″Ö / 40.19611°N 44.52167°Ö |
|      | David från Anhaghtparken | Kanaker-Zeytun | Namngiven efter filosofen David den oövervinnerlige från Anhaght | 40°11′59″N 44°32′17″Ö / 40.1998°N 44.538°Ö    |
|      | Parujr Sevakparken       | Kanaker-Zeytun | Namngiven efter poeten Parujr Sevak.                             |                                               |

## Kentron
| Bild         | Namn                     | Distrikt | Plats/Anmärkningar                                                                                     | Koordinater                                             |
| ------------ | ------------------------ | -------- | --- | ------------------------------------------------------- |
|              | Engelska parken          | Kentron  | | 40°10′27″N 44°30′29″Ö / 40.17417°N 44.50806°Ö           |
| Barnens park | Barnens park             | Kentron  | Längs Beirutgatan                                                                                      | 40°10′30″N 44°30′20″Ö / 40.17500°N 44.50556°Ö           |
|              | Barnens järnväg          | Kentron  | Floden Hrazdans ravin                                                                                  | 40°11′12″N 44°30′02″Ö / 40.1866°N 44.5005°Ö             |
|              | Tsitsernakaberdparken    | Kentron  | | 40°11′8.99″N 44°29′26.02″Ö / 40.1858306°N 44.4905611°Ö  |
|              | Ringparken               | Kentron  | | 40°10′36″N 44°31′23″Ö / 40.17667°N 44.52306°Ö           |
|              | Chatjatur Abovjanparken  | Kentron  | | 40°10′30″N 44°31′41″Ö / 40.17500°N 44.52806°Ö           |
|              | De förälskades park      | Kentron  | | 40°11′29″N 44°30′22″Ö / 40.19139°N 44.50611°Ö           |
|              | Martiros Sarjanparken    | Kentron  | Namngiven efter målaren Martiros Sarjan.                                                               | 40°11′13.92″N 44°30′51.12″Ö / 40.1872000°N 44.5142000°Ö |
|              | Komitasparken            | Kentron  | Vid Frankrikeplatsen                                                                                   | 40°11′14″N 44°30′58″Ö / 40.18722°N 44.51611°Ö           |
|              | Moskvaparken             | Kentron  | | 40°11′20″N 44°31′11″Ö / 40.18889°N 44.51972°Ö           |
|              | Stepan Sjahumjanparken   | Kentron  | Mellan Beirut- och Italiengatorna                                                                      | 40°10′36.15″N 44°30′38.63″Ö / 40.1767083°N 44.5107306°Ö |
|              | Missak Manouchiansparken | Kentron  | Namngiven efter den fransk-armeniske motståndskämpen och poeten Missak Manouchian. Vid Masjtotsavenyn. | 40°10′53″N 44°30′34″Ö / 40.18139°N 44.50944°Ö           |
|              | Gafestjeans skulpturpark | Kentron  | Tamanjangatan                                                                                          | 40°11′36.07″N 44°30′56.60″Ö / 40.1933528°N 44.5157222°Ö |

## Malatia-Sebastia
| Bild | Namn                           | Distrikt         | Plats                                                  | Koordinater                                   |
| ---- | ------------------------------ | ---------------- | ------------------------------------------------------ | --------------------------------------------- |
|      | Patriotiska krigets minnespark | Malatia-Sebastia |                                                        |                                               |
|      | Ungdomsparken                  | Malatia-Sebastia |                                                        |                                               |
|      | Vahan Zatikjans park           | Malatia-Sebastia | Namngiven efter politikern Vahan Zatikjan (1956–1999)  | 40°10′27″N 44°26′52″Ö / 40.17417°N 44.44778°Ö |
|      | Malatias trädgård              | Malatia-Sebastia |                                                        |                                               |
|      | Moderskapsparken               | Malatia-Sebastia |                                                        |                                               |
|      | Kärleks- och trohetsparken     | Malatia-Sebastia |                                                        |                                               |
|      | Juri Baksjans park             | Malatia-Sebastia |                                                        |                                               |
|      | Italienska parken              | Malatia-Sebastia |                                                        |                                               |
|      | Kinesiska parken               | Malatia-Sebastia |                                                        |                                               |
|      | Jerablurs park och pantheon    | Malatia-Sebastia | 40°9′35.91″N 44°27′15.17″Ö / 40.1599750°N 44.4542139°Ö |                                               |

## Nork-Marash
| Bild | Namn             | Distrikt    | Plats | Koordinater |
| ---- | ---------------- | ----------- | ----- | ----------- |
|      | Norks trädgårdar | Nork-Marash |       |             |

## Nor Nork
| Bild | Namn                     | Distrikt | Plats | Koordinater                                            |
| ---- | ------------------------ | -------- | ----- | ------------------------------------------------------ |
|      | Jerevans Zoo             | Nor Nork |       | 40°11′45.47″N 44°33′1.85″Ö / 40.1959639°N 44.5505139°Ö |
|      | Fridtjof Nansens park    | Nor Nork |       |                                                        |
|      | Tatul Krpejans park      | Nor Nork |       |                                                        |
|      | Vaspurakanparken         | Nor Nork |       |                                                        |
|      | Tigranes den Stores park | Nor Nork |       |                                                        |
|      | Suren Nazarjans trädgård |          |       | 40°13′1.04″N 44°33′56.74″Ö / 40.2169556°N 44.5657611°Ö |

## Nubarashen
| Bild | Namn                    | Distrikt   | Plats | Koordinater |
| ---- | ----------------------- | ---------- | ----- | ----------- |
|      | Nubarashens centralpark | Nubarashen |       |             |
|      | Nubar Nubarians park    | Nubarashen |       |             |

## Shengavit
| Bild | Namn                   | Distrikt  | Plats | Koordinater                                    |
| ---- | ---------------------- | --------- | ----- | ---------------------------------------------- |
|      | Komitas Pantheon       | Shengavit |       | 40°09′42″N 44°30′07″Ö / 40.161728°N 44.50185°Ö |
|      | Artur Karapetjans park | Shengavit |       |                                                |
|      | Movses Gorgisjans park | Shengavit |       |                                                |
|      | Shoghakatparken        | Shengavit |       |                                                |